# Leading Lady Parts
Leading Lady Parts (englisch zweideutig ‚Weibliche Hauptrollen‘ / ‚Führende weibliche Geschlechtsteile‘) ist eine britische Fernseh-Kurzfilmkomödie aus dem Jahre 2018. Sie handelt von einigen bekannten Schauspielerinnen, die für eine Hauptrolle vorsprechen. Beim Casting erhalten sie diskriminierende bis unmögliche Anforderungen.
Erdacht wurde Leading Lady Parts von der britischen Schauspielerin Gemma Arterton. Nachdem sie mehrere Time’s-Up-Treffen über Sexismus in der Filmbranche besuchte, kam sie auf die Idee, das Thema in einer eigenen Produktion aufzugreifen. Dafür unterhielt sie sich mit Kolleginnen, deren Erfahrungen die Dramatikerin Jessica Swale in einem Skript verarbeitete. Swale führte auch Regie. Für den Dreh wurde eine zum Großteil weibliche Crew engagiert.
Leading Lady Parts feierte seine Uraufführung im Juli 2018 auf BBC Four und wurde kurz darauf auch im Internet veröffentlicht. Rezensenten und Onlinenutzer nahmen ihn mehrheitlich positiv auf, wenngleich letztere vereinzelt die fehlende Darstellung von Minderheiten im Film kritisierten.

## Handlung
Sieben Schauspielerinnen sprechen vor einem aus drei Personen bestehenden Gremium für die Hauptrolle in einem Spielfilm vor. Als sie gebeten werden, die Protagonistin kurz zu beschreiben, verwenden sie Attribute wie „temperamentvoll“, „kühn“ oder „intelligent“. Die Casting Directors reagieren darauf negativ, schweben ihnen doch andere Adjektive vor, beispielsweise „wunderschön“.
Anschließend spielen die Darstellerinnen eine dramatische Szene. Die Zuständigen verlangen von der ersten dennoch eine lächelnde Darbietung sowie ein „sexy“ Weinen. Die zweite soll eine extrem dicke Schicht Schminke auftragen, da eine Protagonistin stets „schick“ aussehen müsse. Die nächste Darstellerin erhält die Anweisung, sich zu entkleiden, was nicht zur Handlung passt. Ihrer Nachfolgerin wird geraten, abzunehmen. Sie solle gleichzeitig „dünn wie ein Twiglet“ (eine Salzstangen-ähnliche Knabberei) und „kurvig“ aussehen, schließlich sei die Hauptfigur eine „sexy-unschuldige Prostituierten-Jungfrau“.
Die Casting Directors legen der fünften, asiatisch-britischen Frau nahe, „weißer“ zu sein. Die sechste sei ungeachtet ihrer Erfahrung als Hauptdarstellerin aufgrund ihres Alters eher für eine Mutterrolle geeignet. Schließlich wird die letzte, schwarze Schauspielerin zunächst für eine Angestellte gehalten, auf das im Nachbarraum stattfindende Casting für „Black Panther Returns“ verwiesen und danach gänzlich ignoriert. Eine ebenfalls asiatisch-britische Mitarbeiterin bietet sich erfolglos als Darstellerin an. Schließlich erscheint ein Mann zum Vorsprechen und wird sofort akzeptiert. Am Ende telefoniert die fünfte Schauspielerin auf dem Nachhauseweg und gibt sich für ihre zukünftige Karriere optimistisch. Sie geht dabei an parodistischen Filmplakaten von La La Land, Mary Poppins’ Rückkehr und Wonder Woman vorbei, auf denen der Schauspieler in den weiblichen Hauptrollen zu sehen ist. Sie beendet den Anruf mit den Worten me, too.

## Produktion

### Entstehung
Die Idee zu Leading Lady Parts stammt von der britischen Schauspielerin Gemma Arterton. 2018 besuchte sie mehrere Treffen des nationalen Ablegers von Time’s Up, einer nach dem Weinstein-Skandal entstandenen Bewegung gegen Diskriminierung sowie sexuelle Belästigung von Frauen am Arbeitsplatz. Laut Arterton waren die Gespräche der Teilnehmenden sehr ernsthaft, was sie dazu bewegte, diese Thematik in Form eines Comedy-Kurzfilms auf eine „fröhliche und subtile“ Weise an die Öffentlichkeit zu bringen. Sie fand als Ausstrahlungspartner die BBC. Die Rundfunkanstalt ernannte die Produktion zum ersten Vertreter einer bereits geplanten Kurzfilmreihe über das Thema „Geschlechterungleichheit am Arbeitsplatz“. Arterton übernahm mittels ihrer eigenen Filmproduktionsfirma Rebel Park Productions teilweise selbst die Finanzierung.
Am Anfang der Produktionsphase veranstaltete Arterton bei sich zuhause ein Time’s-Up-Treffen, zu dem auch die Schauspielerin Felicity Jones kam. Dort erfuhr sie vom Projekt und riet Arterton, dafür mit anderen bekannten Kolleginnen zusammenzuarbeiten. Arterton überzeugte der Vorschlag, weswegen sie britische Darstellerinnen kontaktierte, mit denen sie sich über deren Casting-Erfahrungen austauschte. Nachdem sich eine große Zahl an Gesprächspartnerinnen meldete, verfasste die Dramatikerin Jessica Swale, die mit Arterton einige Jahre zuvor für ein Theaterstück zusammengearbeitet hatte, das Drehbuch. Sie schrieb es innerhalb eines Tages, musste allerdings vor den Dreharbeiten einige Stellen ändern, da nicht alle Schauspielerinnen zum vorgesehenen Drehzeitpunkt verfügbar waren.
Von Swale stammt auch der Filmtitel. Er ist ein laut ihr „etwas ungezogenes“ Wortspiel, da Lady Parts sowohl „Frauenrollen“ bedeutet als auch einen umgangssprachlichen Begriff für die weiblichen Geschlechtsorgane darstellt. Nach ihren Angaben entsprechen die Situationen im Film beinahe direkt den Schilderungen der Schauspielerinnen, die unter anderem berichteten, bei Vorsprechen zur Gewichtsabnahme aufgefordert oder als „zu schwarz“ bezeichnet worden zu sein. Laut der Produzentin Jessica Malik seien derartige Bemerkungen in der Filmbranche zumindest in der Vergangenheit nichts Ungewöhnliches gewesen. Swale fügte hinzu, dass sie auch weibliche Verantwortliche in das Drehbuch miteinbaute, weil sie eine Mitschuld an der dargestellten Problematik trügen. Ein Beispiel hierfür sei deren Festhalten an stereotypen Vorstellungen von Attraktivität.

### Dreharbeiten
Ende März 2018 fanden die Dreharbeiten von Leading Lady Parts innerhalb weniger Tage in den Warner Bros. Studios Leavesden statt. Das Studio stellte dem Filmteam sowohl Set als auch Ausrüstung kostenlos zur Verfügung. Daneben verzichtete die gesamte Besetzung auf eine Gage. Die Schauspielerinnen wurden neben Jones von Gemma Chan, Emilia Clarke, Lena Headey (letztere standen vorher bereits für Game of Thrones zusammen vor der Kamera), Stacy Martin, Wunmi Mosaku und Florence Pugh dargestellt. Catherine Tate, Arterton und Anthony Welsh übernahmen die Rollen der Casting Directors. Katie Leung verkörperte die Assistentin, die sich ebenfalls für die Hauptrolle bewirbt, Tom Hiddleston den Schauspieler.
Der Filmstab bestand laut Swale „zu 98 Prozent“ aus Frauen, die unter anderem für die Filmmusik, Kameraführung, den Schnitt sowie das Szenenbild verantwortlich waren. Eigentlich wollte Swale, die auch Regie führte, eine rein weibliche Crew engagieren. Allerdings sei das nicht möglich gewesen, da der Frauenanteil vor allem in technischen Berufen wie dem Grip sehr gering sei. Zumal habe das begrenzte zeitliche Budget eine notfalls landesweite Suche nach weiblichen Angestellten in diesen Bereichen nicht hergegeben.

## Veröffentlichung
Leading Lady Parts feierte seine Premiere am 30. Juli 2018 auf BBC Four. Die Fernsehausstrahlung erfolgte innerhalb der BBC-Programmreihe Hear Her, die zum hundertjährigen Jubiläum des Frauenwahlrechts im Vereinigten Königreich entstand und verschiedene Sendungen über die gesellschaftliche Stellung von Frauen umfasste. Einige Tage darauf wurde der Film zusätzlich beim Streamingdienst BBC iPlayer sowie auf den offiziellen BBC-Präsenzen bei Facebook und YouTube veröffentlicht.
Rebel Park Productions brachte neben dem Film selbst auf seinen eigenen Kanälen in den sozialen Medien kurze Videointerviews mit der Besetzung über ihre Erfahrungen in der Filmbranche heraus.

## Rezeption
Für Joe Berkowitz von Fast Company ist Leading Lady Parts ein lustiges und ebenso trauriges Abbild nicht nur der von Fokusgruppen nach extrem spezifischen Angaben gestrickten Frauenfiguren, sondern auch der Unmöglichkeit für Schauspielerinnen, diesen Maßstab zu erfüllen. Da es ähnliche Probleme in vielen Branchen gebe, könne die Produktion dabei helfen, mehr Aufmerksamkeit darauf zu richten. Victoria Timm bezeichnete den Film für Yahoo als genial. Er behandle Sexismus in der Industrie auf eine witzige, skurrile und zugleich kompromisslose Weise. Leading Lady Parts sei an Absurdität sowie Offenlegung von Missständen kaum zu überbieten. Laut dem Stern zeigt die Produktion auf starke Weise die ungerechte Behandlung von Frauen im Filmgeschäft auf. Innerhalb von zehn Minuten schneide sie locker-lustig und dabei gesellschaftskritisch viele wichtige aktuelle Themen an, was sie absolut sehenswert mache.
Kurz nach der Veröffentlichung entwickelte sich Leading Lady Parts zu einem viralen Video mit über 25 Millionen Aufrufen. In den sozialen Medien lobten Nutzende verschiedener Geschlechter und Berufsgruppen mehrheitlich die Botschaft des Films. Allerdings kritisierten einige ihn dafür, bestimmte Minderheiten nicht beachtet zu haben. So zeigte sich die einen Rollstuhl benutzende Schauspielerin Samantha Renke in der Onlineausgabe der Zeitung Metro über die in der Produktion fehlende Erwähnung behinderter Darstellerinnen enttäuscht. Diese erhielten entweder überwiegend eindimensionale Rollen, die sich hauptsächlich auf die Behinderung fokussierten, oder bekämen zu vielen Vorsprechen aufgrund fehlender Barrierefreiheit gar keinen Zugang. Sie fordere deswegen die Filmemacherinnen auf, mit Behinderten ins Gespräch zu kommen und ihre Geschichten in eventuelle Fortsetzungen einzubinden. Daneben wurde die versäumte Darstellung lesbischer Schauspielerinnen beanstandet. Laut Swale treffe die Kritik zu, da es bei Castings unzählige Diskriminierungsformen gebe. Allerdings könne ein Comedy-Kurzfilm aus demselben Grund nicht alle von ihnen porträtieren, weil er sonst überlang und damit unlustig werde.